# Cifrado de Vigenère
El cifrado de Vigenère es un cifrado basado en diferentes series de caracteres o letras del cifrado César formando estos caracteres una tabla, llamada tabla de Vigenère, que se usa como clave. El cifrado de Vigenère es un cifrado por sustitución simple polialfabético.

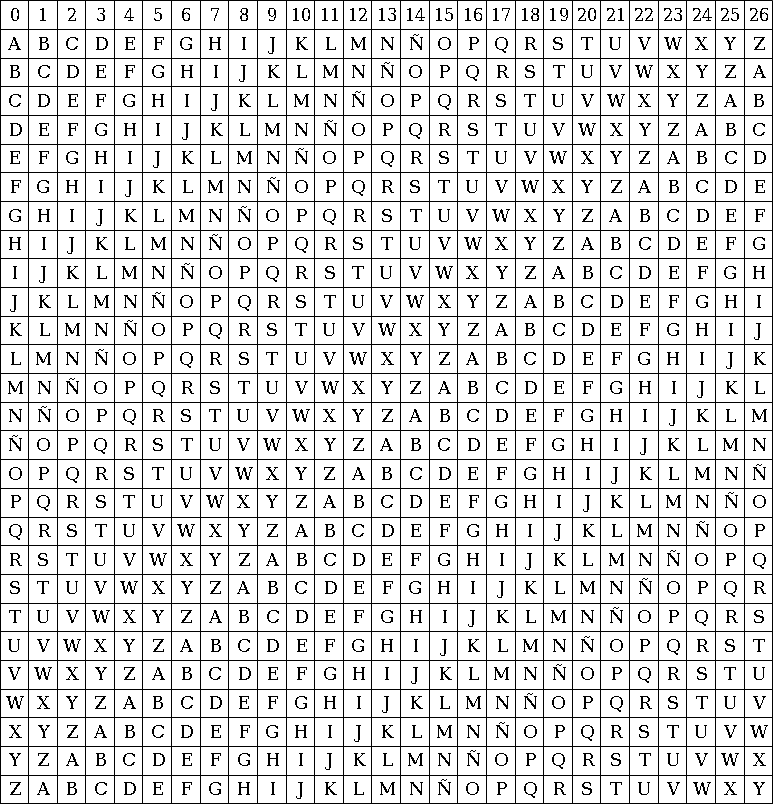
Cuadro de Vigènere con las 27 letras del español

El cifrado de Vigenère se ha reinventado muchas veces. El método original fue descrito por Giovan Battista Belasso en su libro de 1553 La cifra del Sig. Giovan Battista Belasso. Sin embargo, fue incorrectamente atribuido más tarde a Blaise de Vigenère, concretamente en el siglo XIX, y por ello aún se le conoce como el "cifrado de Vigenère".
Este cifrado es conocido porque es fácil de entender e implementar, además parece irresoluble; esto le hizo valedor del apodo el código indescifrable (le chiffre indéchiffrable, en francés).

## Historia
El primer cifrado polialfabético fue el llamado cifrado de Alberti, creado por Leon Battista Alberti hacia 1467. Para facilitar los cálculos se aprovechaba de un disco de metal que permitía cambiar fácilmente entre los diferentes alfabetos disponibles. El sistema de Alberti solo cambiaba entre alfabetos después de muchas palabras, y los cambios se indicaban escribiendo la letra del correspondiente alfabeto en el mensaje cifrado. Más tarde, en 1508, Johannes Trithemius, en su trabajo Poligraphia, inventó la tabula recta, que es básicamente la tabla de Vigenère. Trithemius, sin embargo, solo proporcionó un sistema de cambio progresivo, rígido y predecible entre alfabetos.
Lo que ahora se le conoce como el cifrado de Vigenère, fue originalmente descrito por Giovan Battista Belasso en su mencionado libro de 1533, quien construyó el cifrado basándose en la tabula recta de Trithemius, pero añadió una clave repetida para cambiar cada carácter entre los diferentes alfabetos.
Blaise de Vigenère publicó su descripción de un cifrado de autoclave parecido, pero más robusto, antes del reinado de Enrique III de Francia, en 1586. Más tarde, en el siglo XIX, la invención del cifrado dejó de atribuirse a Vigenère.
El cifrado de Vigenère ganó una gran reputación por ser excepcionalmente robusto. Incluso el escritor y matemático Charles Lutwidge Dodgson (Lewis Carroll) dijo que el cifrado de Vigenère era irrompible en un artículo titulado "The Alphabet Cipher" para una revista infantil. En 1917, la revista Scientific American afirmó que el cifrado de Vigenère era imposible de romper. Esta reputación era inmerecida, considerando que el método Kasiski resolvió el cifrado en el siglo XIX, y que algunos criptoanalistas habilidosos pudieron romper ocasionalmente el cifrado en el siglo XVI.
A lo largo del siglo XIX, se propusieron distintas variaciones sobre este sistema, pero que no incrementaban significativamente la seguridad y presentaban similares vulnerabilidades; entre estas estaban las siguientes:
- Método de Auray
- Método de Beaufort
- Método de Gronsfeld

Gilbert Vernam trató de arreglar el cifrado (creando el cifrado Vernam-Vigenère en 1918), pero a pesar de sus esfuerzos, el cifrado sigue siendo vulnerable al criptoanálisis.

## Funcionamiento
```
mensaje:      P A R I S  V A U T  B I E N  U N E  M E S S E
clave:        L O U P L  O U P L  O U P L  O U P  L O U P L 
criptograma:  A O M X D  K U K E  P C T X  J H T  W S N I O

```

En este alfabeto solo existen 27 letras:
| A | B | C | D | E | F | G | H | I | J | K  | L  | M  | N  | Ñ  | O  | P  | Q  | R  | S  | T  | U  | V  | W  | X  | Y  | Z  |
| - | - | - | - | - | - | - | - | - | - | -- | -- | -- | -- | -- | -- | -- | -- | -- | -- | -- | -- | -- | -- | -- | -- | -- |
| 0 | 1 | 2 | 3 | 4 | 5 | 6 | 7 | 8 | 9 | 10 | 11 | 12 | 13 | 14 | 15 | 16 | 17 | 18 | 19 | 20 | 21 | 22 | 23 | 24 | 25 | 26 |

En términos matemáticos, puede expresarse la función de cifrado como:
{\displaystyle E(X_{i})=(X_{i}+K_{i}){\bmod {L}}}
Donde {\displaystyle X_{i}} es la letra en la posición {\displaystyle i} del texto a cifrar, {\displaystyle K_{i}} es el carácter de la clave correspondiente a {\displaystyle X_{i}}, pues se encuentran en la misma posición, y {\displaystyle L} es el tamaño del alfabeto.
En este caso {\displaystyle L=27}.
Para descifrar realizamos la operación inversa:
Cuando {\displaystyle (C_{i}-K_{i})\geq {0}}
{\displaystyle D(C_{i})=(C_{i}-K_{i}){\bmod {L}}}
Cuando{\displaystyle (C_{i}-K_{i})<0}
{\displaystyle D(C_{i})=(C_{i}-K_{i}+L){\bmod {L}}}
Donde {\displaystyle C_{i}} es el carácter en la posición {\displaystyle i} del texto cifrado, {\displaystyle K_{i}} viene siendo el carácter de la clave correspondiente a {\displaystyle C_{i}}, y {\displaystyle L} el tamaño del alfabeto.
Se observa que a una misma letra en el texto plano le pueden corresponder diferentes letras en el texto cifrado.

## Código en Batch para Windows
Un ejemplo para usar se debe guardar como .cmd para ejecutar el programa y ver su funcionamiento.
```
@
echo
 off 

title
 ENCRIPT VIGENERE- -coded by YURI

Rem This code encript your password to Vigenere system

Rem o :: comment

setlocal
 enabledelayedexpansion

color
 0A 

Rem color 0A 0=black and A=green Light colors of the console

set
 
TheABC
=
nam a b c d e f g h i j k l m n o p q r s t u v w x y z

REM English system 26 Letters

@
set
 
/a
 
"cont=-1"

 

set
 
abc[0].Letters
=
Letters

set
 
abc[0].ID
=
ID

 

set
 
key[0].Letters
=
Letters

set
 
key[0].ID
=
ID

 

set
 
pass[0].Letters
=
Letters

set
 
pass[0].ID
=
ID

 

set
 
encrypt[0].Letters
=
Letters

set
 
encrypt[0].ID
=
ID

 

set
 
"strEn="

 

(
for
 
%%
v 
in
 
(
%TheABC%
)
 
do
 
(

	
set
 
/a
 
"cont=1+!cont!"

	
set
 
"abc[!cont!].Letters=
%%
v"

	
set
 
"abc[!cont!].ID=!cont!"

))

 

@
ECHO
. 

:
:Echo. REM Line steps

echo
 
"Key"

@
ECHO
.

set
 
/p
 
key
=

 

echo
 
"Password"

@
ECHO
.

set
 
/p
 
pass
=

:
: Echo the length of TEST

:
:call :strLen pass

 

:
: call the function strLen to lenght the string

call
 
:
strLen
 key keylen

call
 
:
strLen
 pass passlen

 

set
 
/a
 
q
=%
passlen% * 1000 / %keylen
%

:
:echo q=%q:~0,-3%.%q:~-3%

REM number with decimal bc the batch system its only integer system

set
 
/a
 
dec
=%
q:
~-
3
%

set
 
/a
 
int
=%
q:
~
0
,
-
3
%

 

if
 
%dec%
 
EQU
 0 
(

	
set
 
/a
 
rounded
=%
int
%-
1

)

REM its the times of repeat the key lenght like keykeykey n number depends of password lentgh

if
 
%dec%
 
NEQ
 0 
(

	
set
 
/a
 
rounded
=%
int
%

)

 

set
 
"name=
%key%
"

set
 
"num=-1"

set
 
"chain[0]=1"

 

REM string to char key

:
loop

	
set
 
/a
 
"num=num+1"

	
call
 
set
 
"name2=
%%
name:~
%num%
,1
%%
"

	
if
 
defined
 
name2
 
(

		
:
:echo(%name2%,%num%

		
set
 
chain[%num%]
=
%name2%

		
goto
 
:
loop

	
)
	

 

set
 
"nametwo=
%pass%
"

set
 
"numtwo=-1"

set
 
"chaintwo[0]=1"

@
set
 
/a
 
"con=0"

 

REM string to char password

:
loopone

	
set
 
/a
 
"numtwo=numtwo+1"

	
call
 
set
 
"nameto=
%%
nametwo:~
%numtwo%
,1
%%
"

	
if
 
defined
 
nameto
 
(

		
set
 
/a
 
"con=!numtwo!+1"

		
:
:echo(%nameto%,%numtwo%

		
set
 
chaintwo[!con!]
=
%nameto%

		
goto
 
:
loopone

)

 

@
set
 
/a
 
"nan=
%keylen%
-1"

set
 
/a
 
"keyString[0]=1"

@
set
 
/a
 
"l=0"

 

REM string to char password

for
 
/l
 
%%
n 
in
 
(
0
,
1
,
%rounded%
)
 
do
 
(
 

	
@
set
 
/a
 
"m=0"

	
for
 
/l
 
%%
m 
in
 
(
0
,
1
,
%nan%
)
 
do
 
(
 

		
set
 
/a
 
"l=1+!l!"

		
set
 
"keyString[!l!]=!chain[
%%
m]!"

		
if
 
!l!
 
EQU
 
%passlen%
 
(

			
goto
 
:
continue

		
)

	
)

)

 

REM for to debug the arrays

:
:for /l %%t in (0,1,%passlen%) do ( 

:
:	echo !keyString[%%t]!

:
:)

 

:
continue

REM save the arrays 

for
 
/l
 
%%
n 
in
 
(
1
,
1
,
%passlen%
)
 
do
 
(

	
set
 
"key[
%%
n].Letters=!keyString[
%%
n]!"

	
set
 
"pass[
%%
n].Letters=!chaintwo[
%%
n]!"

)

 

REM find ids for key

for
 
/l
 
%%
z 
in
 
(
1
,
1
,
%passlen%
)
 
do
 
(

	
call
 
:
findStrAndSetId
 
!key[%%z].Letters!
 abc id

	
set
 
"key[
%%
z].ID=!id!"

)

REM find ids for pass

for
 
/l
 
%%
x 
in
 
(
1
,
1
,
%passlen%
)
 
do
 
(

	
call
 
:
findStrAndSetId
 
!pass[%%x].Letters!
 abc id

	
set
 
"pass[
%%
x].ID=!id!"

)

REM find the Encrypted ids 

for
 
/l
 
%%
y 
in
 
(
1
,
1
,
%passlen%
)
 
do
 
(

	
call
 
:
moduler
 
!key[%%y].ID!
 
!pass[%%y].ID!
 encryptID

	
set
 
"encrypt[
%%
y].ID=!encryptID!"

)

 

@
ECHO
.

REM find the Encrypted Letters

for
 
/l
 
%%
w 
in
 
(
1
,
1
,
%passlen%
)
 
do
 
(

	
call
 
:
findIdAndSetStr
 
!encrypt[%%w].ID!
 abc str

	
set
 
"encrypt[
%%
w].Letters=!str!"

)

 

REM Finally char to string Encrypted password

for
 
/l
 
%%
v 
in
 
(
1
,
1
,
%passlen%
)
 
do
 
(

	
set
 
"strEn=!strEn!!encrypt[
%%
v].Letters!"

)

REM Print the var

call
 
echo
 Encript=
%strEn%

echo
 
!strEn!

 

REM Keep your windows batch open

pause
 

 

REM function string lenght

:
strLen
  strVar  [rtnVar]

setlocal
 disableDelayedExpansion

set
 
len
=
0

if
 
defined
 
%~1
 
for
 
/f
 
"delims=:"
 
%%
N 
in
 
(
'"(cmd /v:on /c echo(!
%~1
!&echo()|findstr /o ^^"'
)
 
do
 
set
 
/a
 
"len=
%%
N-3"

endlocal
 
&
 
if
 
"
%~2
"
 
neq
 
""
 
(
set
 
%~2
=
%len%
)
 
else
 
echo
 
%len%

exit
 /b

 

REM function find the id from the Letters

:
findStrAndSetId

set
 
abc 
=
 Inner

set
 
"
%~2
=
%abc%
"

for
 
/L
 
%%
i 
in
 
(
1
 
1
 
26
)
 
do
  
(

	
if
 
/I
 
"
%~1
"
==
"
!%~2[%%i].Letters!
"
 
(

		
set
 
/a
 
"
%~3
=!
%~2
[
%%
i].ID!"

		
goto
 
:
next

	
)
	

)

:
next

exit
 /b

 

REM function find the Letters from id

:
findIdAndSetStr

set
 
abc 
=
 Inner

set
 
"
%~2
=
%abc%
"

for
 
/L
 
%%
j 
in
 
(
1
 
1
 
26
)
 
do
  
(

	
if
 
%~1
 
EQU
 
!%~2[%%j].ID!
 
(

		
set
 
%~3
=
!%~2[%%j].Letters!

		
goto
 
:
next1

	
)
	

)

:
next1

exit
 /b

 

REM the formule to find encrypted letters

:
moduler

	
set
 
/a
 
sum
=%~
1
+%~
2

	
set
 
/a
 
mod
=%
sum% %
%
 
26

	
set
 
/a
 
div
=%
sum
%
 
*
 
1000
/
26

	

	
REM this formule have 2 errors when 

	
REM the sum is equal to 26 and the  

	
REM mod is 26 in english language 

	
REM the modular is zero but this

	
REM error can solved bc in all cases 

	
REM the Letter is y 

	
if
 
%mod%
 
EQU
 0 
(
 

		
set
 
/a
 
%~
3
=%
div:
~
0
,
-
3
%*
25

		
goto
 
:
jump

	
)

	
REM and z bc the module 27 mod 26  

	
REM its to much decimals in it 

	
REM number in batch cant have 

	
REM decimal like another languages

	
if
 
%sum%
 
EQU
 27 
(
 

		
set
 
/a
 
%~
3
=%
div:
~
0
,
-
3
%*
26

		
goto
 
:
jump

	
)

	

	
set
 
/a
 
mult
=%
div:
~-
3
%*
26

	
set
 
/a
 
%~
3
=%
mult
%/
1000

	

	
:
jump

exit
 /b

```

## Ejemplo código en C
```
#include
 
<ctype.h>

#include
 
<stdio.h>

#include
 
<string.h>

void
 
cifrarVigenere
(
char
*
 
texto
,
 
char
*
 
clave
)
 
{

    
int
 
textoLen
 
=
 
strlen
(
texto
),
 
claveLen
 
=
 
strlen
(
clave
),
 
i
,
 
j
;

    
char
 
nuevaClave
[
textoLen
],
 
cifradoTexto
[
textoLen
];

    
// Generar nueva clave en caso de que la longitud del texto original y la clave no coincidan

    
for
(
i
 
=
 
0
,
 
j
 
=
 
0
;
 
i
 
<
 
textoLen
;
 
++
i
,
 
++
j
){

        
if
(
j
 
==
 
claveLen
)

            
j
 
=
 
0
;

        
nuevaClave
[
i
]
 
=
 
clave
[
j
];

    
}

    
nuevaClave
[
i
]
 
=
 
'\0'
;

    
// Cifrado

    
for
(
i
 
=
 
0
;
 
i
 
<
 
textoLen
;
 
++
i
)

        
cifradoTexto
[
i
]
 
=
 
((
texto
[
i
]
 
+
 
nuevaClave
[
i
])
 
%
 
26
)
 
+
 
'A'
;

    
cifradoTexto
[
i
]
 
=
 
'\0'
;

    
printf
(
"Texto cifrado: %s
\n
"
,
 
cifradoTexto
);

}

int
 
main
()
 
{

    
char
 
texto
[]
 
=
 
"TEXTOPLANO"
;

    
char
 
clave
[]
 
=
 
"CLAVE"
;

    
cifrarVigenere
(
texto
,
 
clave
);

    
return
 
0
;

}

```

## Vulnerabilidades
Las principales vulnerabilidades del método de Vigenère derivan de su regularidad. Al proponer una serie de cifras cíclicas, el analista simplemente tiene que buscar una serie de grupos de letras que se repitan periódicamente. Al comparar las distintas repeticiones, puede deducir el número de letras de la clave, tras lo cual basta con separar esos alfabetos distintos y aplicar el análisis de frecuencias a cada uno de esos alfabetos (Método Kasiski).
Otra posibilidad sería aplicar el índice de coincidencia para encontrar el número de letras de la clave.